# Zickhusen
Zickhusen ist eine Gemeinde im Landkreis Nordwestmecklenburg in Mecklenburg-Vorpommern (Deutschland). Die Gemeinde wird vom Amt Lützow-Lübstorf mit Sitz in der Gemeinde Lützow verwaltet.

## Geografie

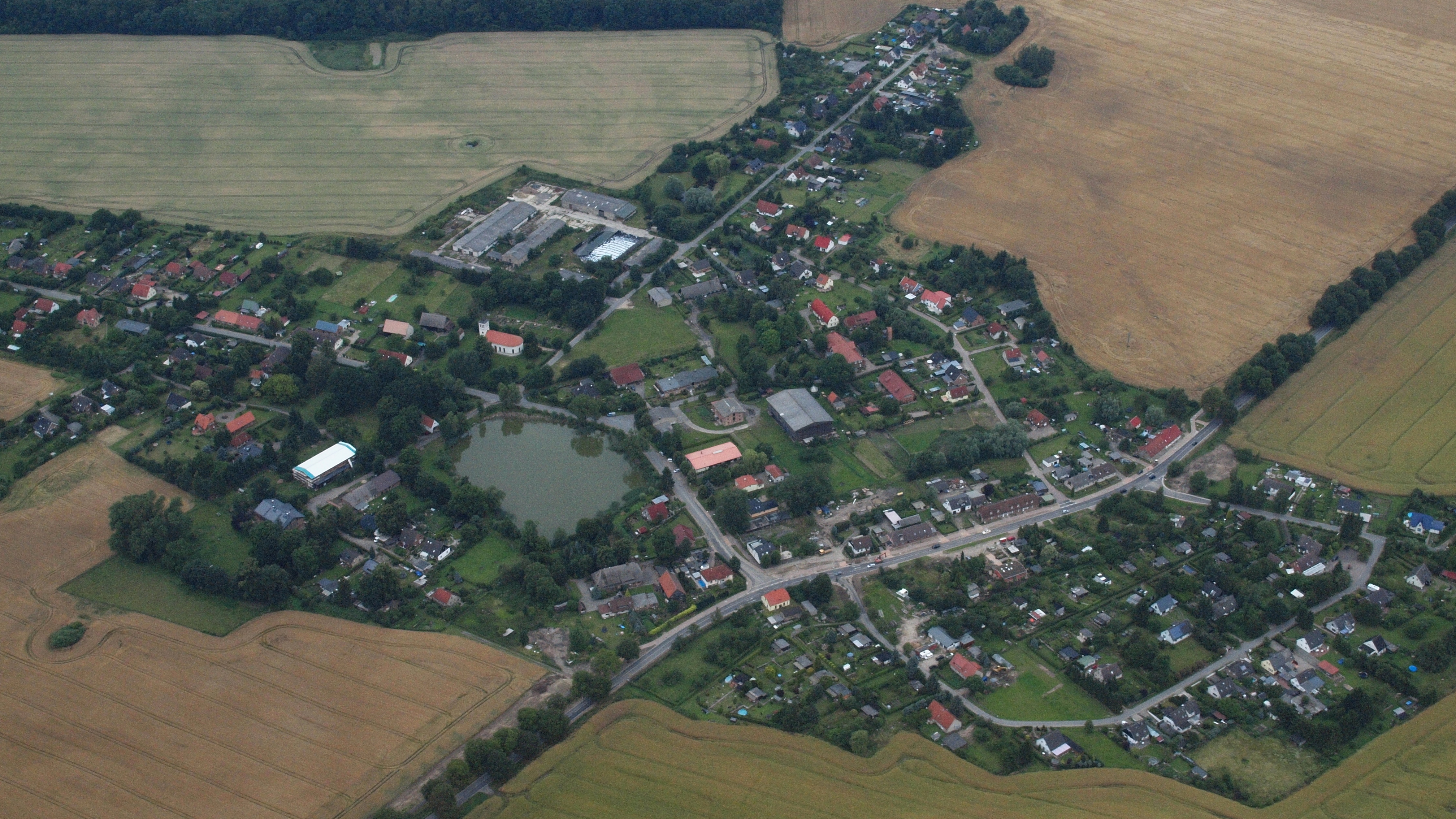
Zickhusen, Luftaufnahme (2014)

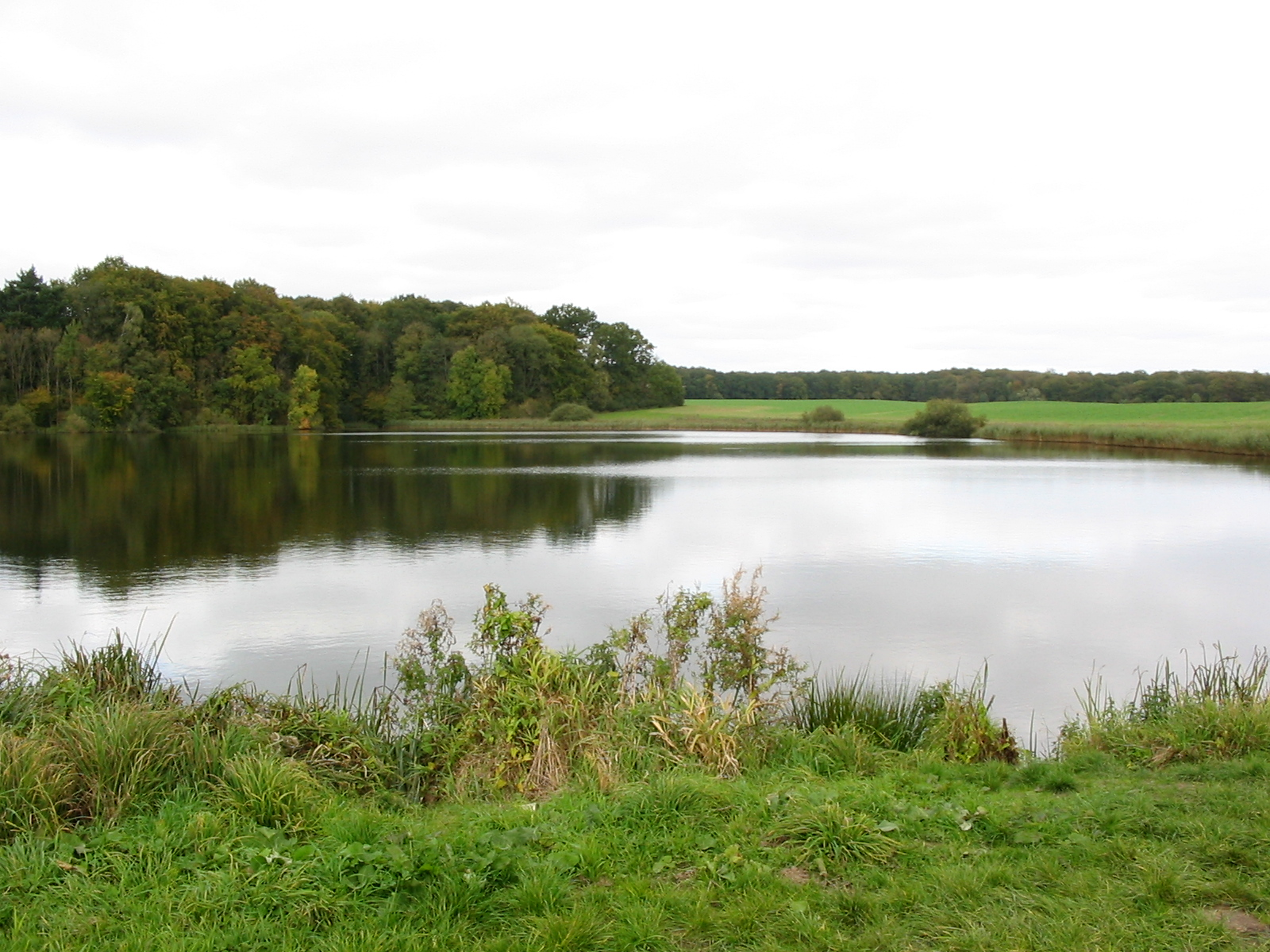
Schwarzer See an der B 106 bei Zickhusen

Die Gemeinde Zickhusen liegt 14 Kilometer nördlich von Schwerin in einem Grundmoränengebiet, dessen Hügel den Spiegel des Schweriner Sees im Osten und das Tal der oberen Stepenitz im Westen um etwa 30 Meter überragen. Die Gemeinde hat einen Anteil an den Dambecker Seen, die als Vogelschutzgebiet unter Naturschutz stehen. Südlich davon schließt sich das Naturschutzgebiet Drispether Moor an, in dem Torf abgebaut wird. Der Schwarze See befindet sich mehrheitlich auf Zickhusener Gemeindegebiet.
Umgeben wird Zickhusen von den Nachbargemeinden Bobitz im Nordwesten, Bad Kleinen im Nordosten, Lübstorf im Südosten und Süden sowie Alt Meteln im Westen.
Zur Gemeinde gehören die Ortsteile Drispeth und Zickhusen.

## Geschichte
Zickhusen  wurde 1284 erstmals urkundlich als Tsikhusen genannt. Bis ins 16. Jahrhundert blieb es Sitz der Adelsfamilie von Zickhusen. Heinrich von Zickhusen verkaufte 1489 eine Rente aus seinem Hof an die Kalandsbruderschaft zu Schwerin. Eine Aufstellung aller verpfändeten Pachten aus der Zeit um 1520 deutet auf den Niedergang der Adelsfamilie hin. Rechtsnachfolger der Familie wurden Anfang des 17. Jahrhunderts die von Sperlings. Jedoch erwarb Herzog Adolf Friedrich bereits 1618 den Meierhof für 9000 Gulden.

Hatte Zickhusen im hohen Mittelalter noch seine eigenen Geistlichen, ist die örtliche Kapelle bereits Anfang des 16. Jahrhunderts Filiale der Kirchgemeinde Alt Meteln. Der klassizistische Neubau der Dorfkirche wurde 1827  abgeschlossen.
Drispeth war ein früheres slawischen Fischerdorf. Hier wird Gartentorf gestochen.

## Politik

### Wappen
| Wappen von Zickhusen | Blasonierung: „Halbgeteilt und gespalten; vorn oben in Rot ein silberner Ziegenkopf; unten in Gold zwei schräg gekreuzte schwarze Torfspaten; hinten in Blau ein klassizistischer silberner Kirchturm mit einem Zeltdach, drei betagleuchteten Rundbogenfenstern über einem betagleuchteten Rundfenster und einer offenen Tür.“ |
| Wappen von Zickhusen | Wappenbegründung: In dem Hoheitszeichen soll mit dem Ziegenkopf als redendes Zeichen bildlich der Bezug zum Ortsnamen (mnd. Zick = Ziege) hergestellt werden. Die Torfspaten symbolisieren den Torfabbau, der von Alters her in Drispeth betrieben wird. Noch heute erfolgt dort der Abbau von Gartentorf. Der Kirchturm steht für den sich harmonisch in das Dorfbild von Zickhusen einfügenden Kirchenbau, dessen Errichtung 1827 durch den als Kirchenpatron fungierenden Landesherrn Großherzog Friedrich Franz I. von Mecklenburg-Schwerin ermöglicht wurde. Die Wahl der Farben der Wappenfelder Blau, Gold und Rot spielen auf die Landesfarben von Mecklenburg an. Das Wappen und die Flagge wurde von dem Zickhusener Werner Große gestaltet. Es wurde zusammen mit der Flagge am 12. Juni 2009 durch das Ministerium des Innern genehmigt und unter der Nr. 324 der Wappenrolle des Landes Mecklenburg-Vorpommern registriert. |

### Flagge
Die Flagge ist am Liek gleichmäßig längs gestreift von Rot und Gelb, das fliegende Ende ist Blau. In der Mitte eines jeden der drei Felder liegt eine Figur des Gemeindewappens: in der Oberecke ein weißer Ziegenkopf; im unteren Viertel zwei schräg gekreuzte schwarze Torfspaten, die zwei Drittel der Höhe des jeweiligen Streifens einnehmen; im fliegenden Ende ein klassizistischer weißer Kirchturm, der fünf Sechstel der Höhe des Flaggentuchs einnimmt. Die Höhe des Flaggentuchs verhält sich zur Länge wie 3:5.

### Dienstsiegel
Das Dienstsiegel zeigt das Gemeindewappen mit der Umschrift „• GEMEINDE ZICKHUSEN • LANDKREIS NORDWESTMECKLENBURG“.

## Sehenswürdigkeiten

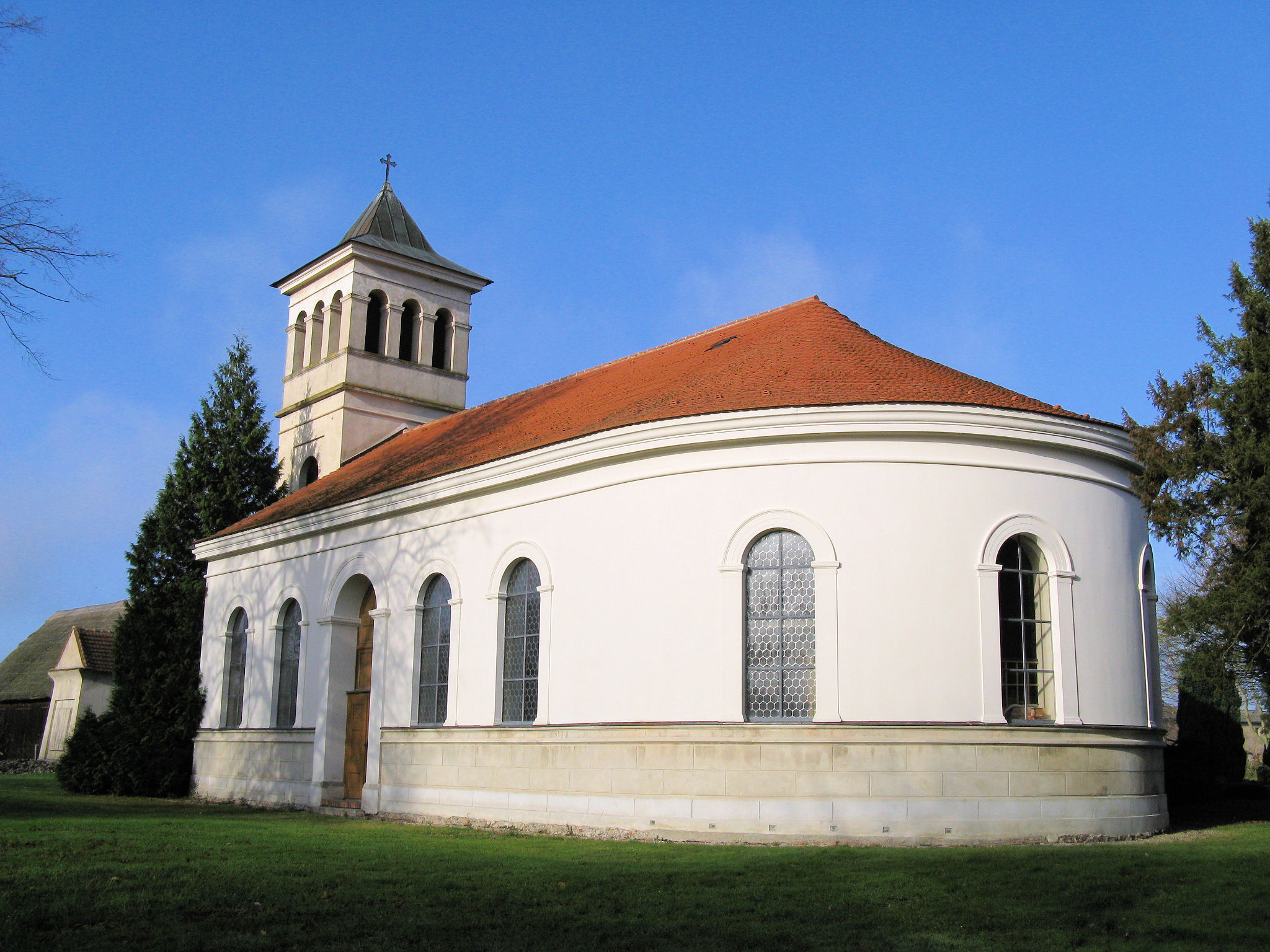
Dorfkirche in Zickhusen von 1827

- Klassizistische Dorfkirche in Zickhusen an Stelle eine Vorgängerbaus aus dem 16. Jahrhundert, als Saalkirche von 1827  mit halbrundem Altarraum und dem schmalen Westturm wie ein Campanile.

## Verkehrsanbindung
Zickhusen liegt an der Bundesstraße 106 zwischen der Landeshauptstadt Schwerin und der Hansestadt Wismar. Die Anschlussstelle Bobitz (Ostseeautobahn A 20) liegt etwa 12 Kilometer von Zickhusen entfernt, in den Nachbargemeinden Lübstorf und Bad Kleinen befinden sich die nächsten Bahnhöfe (Bahnlinie Schwerin – Wismar).

## Persönlichkeiten
- Friedrich Ludwig von Mecklenburg (* 1821 in Zickhusen; † 1884), preußischer Offizier, zuletzt Oberst